# Groupe 2 des éliminatoires du Championnat d'Europe féminin de football 2013
Cet article donne les résultats des matchs du groupe 2 des éliminatoires de l'Euro 2013.

## Classement
| Rang | Équipe     | Pts | J  | G | N | P | Bp | Bc | Diff |  | Résultats (▼ dom., ► ext.) |     |      |     |     |      |      |
| ---- | ---------- | --- | -- | - | - | - | -- | -- | ---- |  | -------------------------- | --- | ---- | --- | --- | ---- | ---- |
| 1    | Allemagne  | 28  | 10 | 9 | 1 | 0 | 64 | 3  | +61  |  | Allemagne                  |     | 5-0  | 5-0 | 4-1 | 17-0 | 10-0 |
| 2    | Espagne    | 20  | 10 | 6 | 2 | 2 | 43 | 14 | +29  |  | Espagne                    | 2-2 |      | 0-0 | 3-2 | 13-0 | 4-0  |
| 3    | Roumanie   | 16  | 10 | 5 | 1 | 4 | 20 | 20 | 0    |  | Roumanie                   | 0-3 | 0-4  |     | 4-2 | 3-0  | 7-1  |
| 4    | Suisse     | 15  | 10 | 5 | 0 | 5 | 29 | 24 | +5   |  | Suisse                     | 0-6 | 4-3  | 4-1 |     | 8-1  | 5-0  |
| 5    | Kazakhstan | 7   | 10 | 2 | 1 | 7 | 4  | 55 | -51  |  | Kazakhstan                 | 0-7 | 0-4  | 0-3 | 1-0 |      | 2-0  |
| 6    | Turquie    | 1   | 10 | 0 | 1 | 9 | 4  | 48 | -44  |  | Turquie                    | 0-5 | 1-10 | 1-2 | 1-3 | 0-0  |      |

## Résultats et calendrier
| 1re journée                 | Kazakhstan | 0 – 3   | Roumanie                       | Kazhimukana Munaytpasova, Chimkent |                               |
| 17 septembre 2011 13:00 HEC |            | (0 - 2) | Rus 7e · Bortan 15e · Laiu 51e | Arbitrage : Caroline De Boeck      | Arbitrage : Caroline De Boeck |
| 17 septembre 2011 13:00 HEC | Rapport    |         |                                | Arbitrage : Caroline De Boeck      | Arbitrage : Caroline De Boeck |

| 17 septembre 2011 | Allemagne                                    | 4 – 1   | Suisse       | Impuls Arena, Augsbourg         |                                 |
| 15:45 HEC         | Bajramaj 32e 66e · Bresonik 73e · Müller 79e | (1 - 0) | Bachmann 68e | Arbitrage : Silvia Tea Spinelli | Arbitrage : Silvia Tea Spinelli |
| 15:45 HEC         | Rapport                                      |         |              | Arbitrage : Silvia Tea Spinelli | Arbitrage : Silvia Tea Spinelli |

| 17 septembre 2011 | Turquie    | 1 – 10  | Espagne                                                                                           | Kasimpasa, Istanbul      |                          |
| 18:00 HEC         | Güngör 20e | (1 - 4) | Martín 9e 51e · Borja 11e 65e · Boquete 26e 46e 69e · Sonia 44e · Corredera 82e · Olabarrieta 86e | Arbitrage : Tanja Schett | Arbitrage : Tanja Schett |
| 18:00 HEC         | Rapport    |         |                                                                                                   | Arbitrage : Tanja Schett | Arbitrage : Tanja Schett |

| 2e journée                  | Suisse                                  | 4 – 1   | Roumanie | Brügglifeld, Aarau          |                             |
| 21 septembre 2011 18:30 HEC | Crnogorčević 43e 87e · Bachmann 73e 84e | (1 - 0) | Duşa 54e | Arbitrage : Katalin Kulcsar | Arbitrage : Katalin Kulcsar |
| 21 septembre 2011 18:30 HEC | Rapport                                 |         |          | Arbitrage : Katalin Kulcsar | Arbitrage : Katalin Kulcsar |

| 22 septembre 2011 | Kazakhstan               | 2 – 0   | Turquie | Kazhimukana Munaytpasova, Chimkent |                         |
| 13:00 HEC         | Li 57e · Kirgizbaeva 89e | (0 - 0) |         | Arbitrage : Petra Chudá            | Arbitrage : Petra Chudá |
| 13:00 HEC         | Rapport                  |         |         | Arbitrage : Petra Chudá            | Arbitrage : Petra Chudá |

| 3e journée                | Turquie | 0 – 0   | Kazakhstan | Burhanettin Kocamaz, Tarsus-Mersin |                          |
| 22 octobre 2011 14:00 HEC |         | (0 - 0) |            | Arbitrage : Leen Martens           | Arbitrage : Leen Martens |
| 22 octobre 2011 14:00 HEC | Rapport |         |            | Arbitrage : Leen Martens           | Arbitrage : Leen Martens |

| 22 octobre 2011 | Roumanie | 0 – 3   | Allemagne                                                                | Mogosoaia, Bucarest       |                           |
| 16:00 HEC       |          | (0 - 1) | 21e Lena Goessling · 56e Fatmire Bajramaj · 59e (pen.) Melanie Behringer | Arbitrage : Jana Adámková | Arbitrage : Jana Adámková |
| 16:00 HEC       | Rapport  |         |                                                                          | Arbitrage : Jana Adámková | Arbitrage : Jana Adámková |

| 23 octobre 2011 | Espagne                                       | 3 – 2   | Suisse                                   | Pabellón de la Ciudad del Fútbol 1, Madrid |                             |
| 11:00 HEC       | Adriana 19e (pen.) 36e · Verónica Boquete 71e | (2 - 0) | 58e Ramona Bachmann · 69e Jehona Mehmeti | Arbitrage : Jenny Palmqvist                | Arbitrage : Jenny Palmqvist |
| 11:00 HEC       | Rapport                                       |         |                                          | Arbitrage : Jenny Palmqvist                | Arbitrage : Jenny Palmqvist |

| 4e journée                | Roumanie                                                                           | 7 – 1   | Turquie               | Football Centre FRF, Buftea       |                                   |
| 27 octobre 2011 16:00 HEC | Andreea Laiu 6e · Raluca Sârghe 34e · Cosmina Duşa 37e 47e 60e · Laura Rus 74e 86e | (3 - 1) | 45+2e Bilgin Defterli | Arbitrage : Donka Jeleva-Terzieva | Arbitrage : Donka Jeleva-Terzieva |
| 27 octobre 2011 16:00 HEC | Rapport                                                                            |         |                       | Arbitrage : Donka Jeleva-Terzieva | Arbitrage : Donka Jeleva-Terzieva |

| 27 octobre 2011 | Kazakhstan | 0 – 4   | Espagne                                                  | BIIK Stadium, Chimkent                 |                                        |
| 11:00 HEC       |            | (0 - 1) | 18e 82e Sonia · 51e (pen.) Adriana · 86e Silvia Meseguer | Arbitrage : Mihaela Gurdon Basimamović | Arbitrage : Mihaela Gurdon Basimamović |
| 11:00 HEC       | Rapport    |         |                                                          | Arbitrage : Mihaela Gurdon Basimamović | Arbitrage : Mihaela Gurdon Basimamović |

| 5e journée                 | Allemagne | 17 – 0   | Kazakhstan | Brita-Arena, Wiesbaden      |                             |
| 19 novembre 2011 15:45 HEC | Célia Okoyino da Mbabi 3e 10e 14e 16e · Alexandra Popp 5e 11e 31e 59e · Simone Laudehr 23e 41e · Melanie Behringer 36e (pen.) · Fatmire Bajramaj 51e · Babett Peter 62e 65e 89e · Martina Müller 74e 85e | (10 - 0) |            | Arbitrage : Carina Vitulano | Arbitrage : Carina Vitulano |
| 19 novembre 2011 15:45 HEC | Rapport |          |            | Arbitrage : Carina Vitulano | Arbitrage : Carina Vitulano |

| 20 novembre 2011 | Roumanie | 0 – 4   | Espagne                                            | Football Centre FRF, Buftea |                          |
| 15:00HEC         |          | (0 - 1) | 42e Sonia · 52e 73e Verónica Boquete · 84e Adriana | Arbitrage : Gyöngyi Gaál    | Arbitrage : Gyöngyi Gaál |
| 15:00HEC         | Rapport  |         |                                                    | Arbitrage : Gyöngyi Gaál    | Arbitrage : Gyöngyi Gaál |

| 6e journée                | Turquie                | 1 – 2   | Roumanie                         | Buca Sehir, Izmir                 |                                   |
| 23 novembre 2011 13:00HEC | Maria Ficzay 86e (csc) | (0 - 1) | 11e Laura Rus · 62e Maria Ficzay | Arbitrage : Karolina Radzik-Johan | Arbitrage : Karolina Radzik-Johan |
| 23 novembre 2011 13:00HEC | Rapport                |         |                                  | Arbitrage : Karolina Radzik-Johan | Arbitrage : Karolina Radzik-Johan |

| 24 novembre 2011 | Suisse | 8 – 1   | Kazakhstan           | Stade du Brügglifeld, Aarau    |                                |
| 18:00HEC         | Lara Dickenmann 5e 45+1e 81e · Sandy Maendly 16e · Martina Moser 28e (pen.) · Lia Wälti 44e · Ramona Bachmann 56e 60e | (5 - 1) | 42e Saule Karibayeva | Arbitrage : Gordana Kuzmanović | Arbitrage : Gordana Kuzmanović |
| 18:00HEC         | Rapport |         |                      | Arbitrage : Gordana Kuzmanović | Arbitrage : Gordana Kuzmanović |

| 24 novembre 2011 | Espagne                            | 2 – 2   | Allemagne                                  | Estadio Municipal Escribano Castilla, Motril |                             |
| 20:30HEC         | Verónica Boquete 57e · Willy 90+1e | (0 - 2) | 27e Lena Goessling · 30e (csc) Ruth García | Arbitrage : Kateryna Monzul                  | Arbitrage : Kateryna Monzul |
| 20:30HEC         | Rapport                            |         |                                            | Arbitrage : Kateryna Monzul                  | Arbitrage : Kateryna Monzul |

| 7e journée               | Turquie | 0 – 5   | Allemagne                                                                                            | Buca Arena, Izmir              |                                |
| 15 février 2012 16:00HEC |         | (0 - 2) | 10e Dzsenifer Marozsán · 11e Célia Okoyino da Mbabi · 71e Linda Bresonik · 76e 90e Melanie Behringer | Arbitrage : Gordana Kuzmanović | Arbitrage : Gordana Kuzmanović |
| 15 février 2012 16:00HEC | Rapport |         | | Arbitrage : Gordana Kuzmanović | Arbitrage : Gordana Kuzmanović |

| 8e journée            | Allemagne                                                   | 5 – 0   | Espagne | Carl-Benz-Stadion, Mannheim |                            |
| 31 mars 2012 16:00HEC | Célia Okoyino da Mbabi 24e 58e 68e 86e · Alexandra Popp 61e | (1 - 0) |         | Arbitrage : Efthalia Mitsi  | Arbitrage : Efthalia Mitsi |
| 31 mars 2012 16:00HEC | Rapport                                                     |         |         | Arbitrage : Efthalia Mitsi  | Arbitrage : Efthalia Mitsi |

| 31 mars 2012 | Roumanie                               | 3 – 0   | Kazakhstan | Football Centre FRF, Buftea |                           |
| 10:00HEC     | Anne Banuta 53e 87e · Cosmina Duşa 65e | (0 - 0) |            | Arbitrage : Sabine Bonnin   | Arbitrage : Sabine Bonnin |
| 10:00HEC     | Rapport                                |         |            | Arbitrage : Sabine Bonnin   | Arbitrage : Sabine Bonnin |

| 31 mars 2012 | Suisse                                                                                       | 5 – 0   | Turquie | Stade du Brügglifeld, Aarau |                            |
| 18:00HEC     | Sandy Maendly 3e 9e · Ramona Bachmann 30e · Ana Maria Crnogorčević 53e · Lara Dickenmann 87e | (3 - 0) |         | Arbitrage : Marina Mamaeva  | Arbitrage : Marina Mamaeva |
| 18:00HEC     | Rapport                                                                                      |         |         | Arbitrage : Marina Mamaeva  | Arbitrage : Marina Mamaeva |

| 9e journée            | Espagne | 13 – 0  | Kazakhstan | Pabellón de la Ciudad del Fútbol 1, Madrid |                           |
| 5 avril 2012 12:00HEC | Verónica Boquete 20e (pen.) 66e (pen.) · Sonia 21e · Priscila Borja 29e 53e · María Paz 32e 38e 45e 52e 58e 60e 79e · Marta Torrejón 78e | (6 – 0) |            | Arbitrage : Lilach Asulin                  | Arbitrage : Lilach Asulin |
| 5 avril 2012 12:00HEC | Rapport |         |            | Arbitrage : Lilach Asulin                  | Arbitrage : Lilach Asulin |

| 5 avril 2012 | Suisse  | 0 – 6   | Allemagne                                                                              | Stade du Brügglifeld, Aarau |                          |
| 18:15HEC     |         | (0 – 3) | 16e 38e 71e 85e Célia Okoyino da Mbabi · 24e Anja Mittag · 64e (csc) Marie-Andrea Egli | Arbitrage : Tanja Schett    | Arbitrage : Tanja Schett |
| 18:15HEC     | Rapport |         |                                                                                        | Arbitrage : Tanja Schett    | Arbitrage : Tanja Schett |

| 10e journée  | Suisse | –   | Espagne |  |  |
| 16 juin 2012 |        | (–) |         |  |  |

| 16 juin 2012 | Allemagne | –   | Roumanie |  |
|              |           | (–) |          |  |

| 11e journée  | Espagne | –   | Turquie |  |  |
| 21 juin 2012 |         | (–) |         |  |  |

| 21 juin 2012 | Roumanie | –   | Suisse |  |
|              |          | (–) |        |  |

| 12e journée       | Turquie | –   | Suisse |  |  |
| 15 septembre 2012 |         | (–) |        |  |  |

| 15 septembre 2012 | Kazakhstan | –   | Allemagne |  |
|                   |            | (–) |           |  |

| 13e journée       | Kazakhstan | –   | Suisse |  |  |
| 19 septembre 2012 |            | (–) |        |  |  |

| 19 septembre 2012 | Espagne | –   | Roumanie |  |
|                   |         | (–) |          |  |

| 19 septembre 2012 | Allemagne | –   | Turquie |  |
|                   |           | (–) |         |  |